# Ростань
Ро́стань — село в Україні, у Шацькому районі Волинської області. Населення становить 410 осіб.
Орган місцевого самоврядування — Ростанська сільська рада.

## Географія
Село розташоване у північно-західній частині Шацького району, на відстані близько 30 км автошляхами від районного центру та за 180 км від обласного.
| Сусідні села |          |          |
| Красний Бір  | Хрипськ  | Радеж    |
| Перешпа      | Ростань  | Піща     |
| Пулемець     | Кам'янка | Острів'я |

Природні багатства села і його околиць перебувають у віданні ростанського лісництва, яке було засноване в 1963 році. На його території розташований природний заказник «Втенський», де взято під охорону рідкісну рослину України журавлину дрібноплоду. Неподалік від села є лісовий заказник «Ростанський». У 1994 році на території Ростанського лісового господарства було розбито розплідник по вирощенню «лохини високорослої». Плоди цієї рослини експортують у країни Європи, тому що вона славиться своїми лікувальними властивостями. На території лісництва є два піщаних кар'єри, які відомі дрібним якісним гравієм.

## Історія
Перша згадка про Ростань у літературі — XIX століття. Початкова назва села — Вулька Хрипська, і лише з 1946 року населений пункт було перейменовано в Ростань.
В кар'єрі біля села Ростань львівськими археологами було знайдено перше найдавніше поселення людей, яке відноситься до ашельської культури.

У книзі Олександра Цинкаловського «Стара Волинь і Волинське Полісся» читаємо: 
| | \| ВІЛКА ХРИПАЛЬСЬКА або ХРИПСЬКА, с., Володимирський пов., Пульменська вол. В кінці 19 ст. було там 52 дом. і 337 жит. Церква на могилках. Велика земельна власність належала до Єкатерини Сластовнікової — 1386 дес.[4] \| |
| ВІЛКА ХРИПАЛЬСЬКА або ХРИПСЬКА, с., Володимирський пов., Пульменська вол. В кінці 19 ст. було там 52 дом. і 337 жит. Церква на могилках. Велика земельна власність належала до Єкатерини Сластовнікової — 1386 дес. | |

У 1-му томі Географічного словника Королівства Польського, який з'явився 1880 року, про село знаходимо такі відомості: 
| | \| Хрипська (Вулька), село, ковельський повіт. Мала каплиця католицька б. парафії Опалин. Оригінальний текст (пол.) Chrypska (Wólka), wś, pow. kowelski. Miała kaplicę katol. b. parafii Opalin.[5] \| |
| Хрипська (Вулька), село, ковельський повіт. Мала каплиця католицька б. парафії Опалин. Оригінальний текст (пол.) Chrypska (Wólka), wś, pow. kowelski. Miała kaplicę katol. b. parafii Opalin. | |

В першій частині 15 тому Географічного словника Королівства Польського, яка з'явилась у 1900 році, цей населений пункт описується так: 
| | \| Хрипська Вулька, (див. т. 1, 649), село, володимирський повіт, на кордоні з гродненською губернією, гміна Пульмо, 132 версти від Володимира, 96 будинків, 690 мешканців, церква. Оригінальний текст (пол.) Chrypska Wólka, (ob. t. 1, 649), wś, pow. włodzimjerski, na pograniczu z gub. grodzieńską, gm. Pulmo, 132 w. od Włodzimierza, 96 dm., 690 mk., cerkiew.[6] \| |
| Хрипська Вулька, (див. т. 1, 649), село, володимирський повіт, на кордоні з гродненською губернією, гміна Пульмо, 132 версти від Володимира, 96 будинків, 690 мешканців, церква. Оригінальний текст (пол.) Chrypska Wólka, (ob. t. 1, 649), wś, pow. włodzimjerski, na pograniczu z gub. grodzieńską, gm. Pulmo, 132 w. od Włodzimierza, 96 dm., 690 mk., cerkiew. | |

У 1906 році Вулька Хрипська складалася з 301 двору, проживав тут 701 чоловік. Поштовою адресою було місто Любомль.
В 1917 році село входить до складу Української Народної Республіки. Внаслідок поразки Перших визвольних змагань село окуповане поляками.
Радянсько-польська війна, яка закінчилась підписанням Ризької мирної угоди (1920 р.) ознаменувала відхід Волині до складу Польщі. Польський уряд зобов'язувався гарантувати мовні і релігійні права українців у Польщі. З приводу цього існує один цікавий документ — «Декларація жителів повіту Любомля, Пульма, с. Вулька Хрипська, Островье зібрані при проведенні шкільного плейбисциту про мову викладання в школі». В декларації йдеться про прохання жителя с. Вулька Хрипська Миця Даніла (батька дитини шкільного віку — Петра) ввести в існуючій публічній заг. школі с. Вільки Хриської українську мову навчання (14 березня 1925 р.).
У 1935 році в селі мешкало 913 осіб.
Географічне розташування Ростані сприяло висококолоритності етнічних звичаїв і традицій жителів села. Вони увібрали в себе найкраще від українських, польських, білоруських традицій. Ця округа славилась різноманітними промислами. Найпоширенішим серед усіх були ткацтво і плетіння. Плели з пагонів деревини різних порід, з соломи. Виготовляли сільськогосподарський реманент. Працювали не тільки задля власних потреб, а і на продаж. Найближчий ярмарок проподився у місті Холмі (сучасна Польща), куди ростанські селяни добиралися кіньми або пішки.
У 1930-х роках на території села діяла польська школа, де навчалось близько десятка дітей. Учителька — полячка, навчання велось польською мовою у звичайній сільській хаті.
У вересні 1939 року, згідно із пактом Молотова-Ріббентропа, село окуповано військами СРСР. На Західній Україні розпочався масовий терор проти цивільного населення та української інтелігенції.
В роки німецької окупації (1941-1944 рр.) на території сільської ради діяв партизанський загін ім. Ворошилова, до складу якого входило і багато місцевих жителів. За те, що населення допомагало партизанам, німці вбили 28 чоловік, 140 юнаків і дівчат вивезли до Німеччини на примусові роботи.
З 1946 року Вулька Хрипська перейменовано у Ростань — від слова «ростань» — перехрестя. Імовірно, колись тут простягались торгові шляхи, і от на перетині цих шляхів і виникло поселення.
З 1946 року Ростань — центр Ростанської сільської ради. До її складу входили села: Пулемець, Хрипськ, Перешпа, Красний Бір. Пізніше село Пулемець стало адміністративним центром новоутвореної Пулемецької сільської ради, і до складу Ростанської нині входять, окрім Ростані, села: Хрипськ, Перешпа і Красний Бір.
З 24 серпня 1991 року село входить до складу незалежної України.
12 червня 2020 року, відповідно до розпорядження Кабінету Міністрів України № 708-р «Про визначення адміністративних центрів та затвердження територій територіальних громад Волинської області», увійшло до складу Шацької селищної територіальної громади.
19 липня 2020 року, в результаті адміністративно-територіальної реформи та ліквідації Шацького району, село увійшло до новоутвореного Ковельського району.

## Населення
Згідно з переписом УРСР 1989 року чисельність наявного населення села становила 513 осіб, з яких 213 чоловіків та 300 жінок.
За переписом населення України 2001 року в селі мешкало 411 осіб.

### Мова
Розподіл населення за рідною мовою за даними перепису 2001 року:
| Мова       | Відсоток |
| ---------- | -------- |
| українська | 98,29 %  |
| російська  | 1,46 %   |
| білоруська | 0,24 %   |

## Релігія
У селі діє православна (УПЦ МП) церква святого великомученика Георгія Побідоносця, збудована у 1993—1996 роках і освячена в 1998 році.

## Інфраструктура
У селі діють:
- дитячий садок;
- загальноосвітня школа (Офіційний сайт Ростанської ЗОШ І-ІІІ ступенів);
- бібліотека;
- будинок культури;
- фельдшерсько-акушерський пункт;
- поштове відділення;
- 2 магазини.

Населений пункт не газифікований, дорога — частково з твердим покриттям, здебільшого — ґрунтова.

## Пам'ятки
- Ростанський заказник — лісовий заказник місцевого значення.